# Территория Небраска
Территория Небраска (англ. Territory of Nebraska) — инкорпорированная организованная территория США, существовавшая с 30 мая 1854 года до 1 марта 1867 года.
После Луизианской покупки 1803 года и подписания договора Адамса — Ониса в 1819 году Соединённые Штаты считали северную часть Великих равнин и восточную часть северных Скалистых гор, лежащие южнее канадской границы, своими. Однако эти земли были мало населены, и на них отсутствовали структуры государственной власти.
В начале 1840-х годов развернулась дискуссия о возможности строительства трансконтинентальной железной дороги. Общественное мнение было согласно с тем, что дорога должна строиться на частные деньги, но в этом случае она должна была приносить деньги владельцам за счёт перевозки пассажиров и грузов. Поэтому, чтобы сделать дорогу экономически выгодной, требовалось создать государственные структуры, позволяющие организовать заселение пустынных земель в центральной части Соединённых Штатов. Однако Миссурийский компромисс 1820 года запрещал рабство на этих землях, и представители рабовладельческих штатов опасались, что создание там новых Территорий, которые впоследствии будут приняты в состав США в качестве штатов, изменит баланс между рабовладельческими и аболиционистскими штатами. В итоге в 1854 году был принят Закон Канзас-Небраска, который открывал земли западнее Миссисипи и в северной части США для заселения, образовывал там Территорию Канзас и Территорию Небраска, и постановлял, что жители данных земель в будущем сами определят, разрешать там рабовладение или нет.
Изначально в состав Территории вошли земли современных штатов Небраска, Вайоминг, Северная Дакота, Южная Дакота, Колорадо и Монтана. Административным центром Территории стала Омаха. Уже в 1861 году земли, лежащие южнее 41-й параллели и западнее меридиана 102°03′, были выделены в отдельную Территорию Колорадо, а земли, лежащие севернее 43-й параллели — в Территорию Дакота. В 1863 году к Небраске были присоединены небольшие порции земель из состава Территории Вашингтон и Территории Юта, но затем земли к западу от меридиана 104°03′ были переданы свежесозданной Территории Айдахо.
Небраску заселяли в основном выходцы с северной части США, поэтому там были сильны антирабовладельческие настроения. Когда началась гражданская война, то армии США пришлось оставить ряд фортов, чтобы отправиться на театр военных действий, и Конгресс США потребовал от жителей Небраски сформировать полк добровольцев, который бы смог в отсутствие армии обеспечить защиту населения от нападений индейцев. В июне-июле 1861 года был сформирован 1-й добровольческий полк Небраски, который, тем не менее, не остался дома, а также был направлен на восток воевать против Конфедерации под началом генерала Гранта. В 1863 году полк был преобразован из пехотного в кавалерийский, и возвращён на Великие равнины для контроля за индейцами.
В 1864 году состоялся Конституционный конвент Территории Небраска, который, однако, не выработал Конституции. В 1866 году текст Конституции был написан и принят, однако её пункт, говорящий о правах для «свободных белых мужчин», замедлил превращение Небраски в штат на целый год: на соответствующий акт было наложено вето президентом Эндрю Джонсоном. В 1867 году Конгресс США принял акт, о вхождении Небраски в состав США в качестве штата при условии, что к его Конституции будет принята поправка, удаляющая дискриминационный пункт. Президент наложил вето и на этот акт, но оно было преодолено Конгрессом.